# South Park: Phone Destroyer
South Park Phone Destroyer è un videogioco di strategia in tempo reale sviluppato e pubblicato dalla Ubisoft nel 2017 sia su iOS che su Android in tutto il mondo.

## Trama
Il gioco segue una storia dove tu il "novellino" vieni chiamato a partecipare a "Cowboys contro indiani" dove utilizzando il tuo deck di carte potrai avanzare e in ogni capitolo della tua strada incontrerete un boss che rappresenta uno dei 6 generi (Avventura, Fantascienza, Mistico, Fantasy, Supereroi e Neutrale).
- 1. Il primo capitolo è formato da 2 episodi di genere Avventura: L'estate indiana e Roccaforte di molte lune dove affronterete il boss Stan di molte lune.
- 2. Il secondo capitolo formato da 3 episodi di Fantascienza intitolati Il cyber-ghetto discarica aliena e Centro di comando cyborg dove affronterete Cyborg Kenny.
- 3. Il Terzo capitolo rappresenta il genere Mistico formato da 3 episodi: Risveglio mistico, La strada sacra e La tana del Ninjudeo dove affronterete il boss Maestro Ninjudeo (Kyle).
- 4. Il quarto capitolo rappresenta il genere Fantasy (Il bastone della verità) formato da 2 episodi: Il passo del drago e Il pozzo orchesco dove come boss incontrerete il Mago Cartman.

## Modalità di gioco
Le 172 carte rappresentano alcuni dei personaggi della serie South Park e dei suoi 2 videogiochi South Park: Il bastone della verità, South Park: Scontri Di-retti inoltre le carte sono divise in 6 categorie (Avventura, Fantascienza, Mistico, Fantasy, Supereroi e Neutrale) sbloccabili con la modalità storia.
La parte principale del gioco è creare il deck migliore cosi da essere il migliore nella categoria PVP e sbloccare un'Arena sempre più avanzata.
Esistono 7 tipologie di carta: Assassino, Unità da distanza, Guerriero, Tank, Incantesimo, Totem e Trappola divise in 4 Rarità: Comune, Rara, Epica e Leggendaria. Ogni carta ha inoltre una sua abilità e una "Super".

## Sviluppo
South Park: Phone Destroyer è stato annunciato all'E3 2017 e pubblicato in tutto il mondo il 9 novembre 2017.

## Accoglienza
South Park: Phone Destroyer ha ricevuto varie critiche per il suo umorismo ma nonostante ciò ha un valutazione di 4.7/5 stelle su Play Store e sull'App Store. Sull'aggregatore di recensioni Metacritic il gioco detiene un punteggio complessivo di 67/100, indicando recensioni "miste o nella media".